# Artist File
Artist File（アーティスト・ファイル）は日本の音楽専門チャンネル、MUSIC ON! TV（通称：M-ON!）で放送されているビデオクリップ番組。

## 概要
- 毎週、様々なアーティストのミュージックビデオをオンエアする。
- 60分と30分のバージョンがある。
- 海外のアーティストを取り上げる時は、Artist File International（アーティスト・ファイル・インターナショナル）となる。

## 放送時間
- 30分版　不定期放送
- 60分版　毎週水曜 25:00 - 26:00

※再放送もある。
| スタブアイコン | サブスタブ | この項目は、まだ閲覧者の調べものの参照としては役立たない、テレビ番組に関連した書きかけの項目です。この項目を加筆・訂正などしてくださる協力者を求めています（P:テレビ/PJ:放送または配信の番組）。 |